# 前谷地
前谷地（まえやち）は、宮城県石巻市にある大字であり、旧遠田郡前谷地村、旧桃生郡前谷地村、旧桃生郡前谷地村前谷地、旧桃生郡河南町前谷地に相当する。郵便番号は987-1101。2024年（令和6年）2月時点では住居表示未実施。石巻市の住民基本台帳によると、2024年5月末での人口は2,560人、世帯数は1,025世帯である。

## 地理
石巻市の西部、河南地域の北西部に位置し、東部で和渕と、南部で北村と、西部で遠田郡涌谷町名鰭や同郡美里町練牛と、北部で涌谷町猪岡短台と接する。
旭山丘陵と須江丘陵に挟まれた水田地域で桃生丘陵の北端と周辺の沖積低地を占める 。JR石巻線と気仙沼線の接続点である前谷地駅が所在し、国道108号、宮城県道21号河南米山線、宮城県道29号河南築館線が会合する交通の要所で、河南地域の中心地区として栄える。

### 山々
- 竜ノ口山 - 北村に所在する旭山を主峰とする南北に連なる一連の山岳のうち北端に位置する山である[9]。凝灰岩、安山岩の山塊で、傾斜は西側が急、東側がやや緩やかとなっている[9]。山の北端、頂上近くに巨龍が開口したかのように凝灰岩が突出していることから竜ノ口と名付けられた[9]。

### 小字
2024年6月現在における前谷地の小字は以下の通りである。
- 赤羽根
- 石神下
- 馬道前
- 大在家前
- 大在家山
- 大溜池
- 大和田
- 大和田前
- 沖埣
- 沖東
- 御蔵場
- 小友 - 前谷地で最も古くから集落が存在しており、天正年間の開発以前から人家があった[10]。
- 上谷地
- 河原前
- 河原南
- 黒沢
- 黒沢下
- 黒沢前
- 小網場
- 小谷地
- 鹿張
- 下谷地
- 新上谷地
- 新下谷地
- 新中津才
- 新二間堀
- 新堀
- 新山崎前
- 新横沼
- 定川
- 上楼屋 - 二階建倉庫があったことから名付けられた[11]。
- 高張
- 龍ノ口山
- 田村馬場
- 筒頭
- 寺前
- 照井
- 天王山
- 中埣
- 中津
- 中谷地
- 二間堀
- 西谷地
- 西柳原
- 西横須賀
- 沼下
- 根方山
- 兀山谷地 - 兀はアイヌ語で崖を意味するハケであり、崖山にある谷地ということから名付けられた[12]。
- 八幡山
- 八工区北
- 荊沼
- 樋口
- 前沼
- 前ノ谷地
- 的場
- 廻道
- 櫓前
- 山崎前
- 山崎山
- 山根
- 横須賀
- 横沼
- 吉田窪 - 岩沼から家の子70人を引き連れて前谷地の地およそ70町歩を開墾した吉田某という武士にちなんだ小字[13]。
- 六工区北三号

### 前谷地村の小字
宮城県各村字調書によると、明治17年頃の前谷地村の小字は以下の通りである 。
- 下谷地一から下谷地二十
- 吉田窪一から吉田窪廿五
- 八丁谷地一から八丁谷地廿六
- 荊沼一から荊沼廿二
- 前沼一から前沼十八
- 大溜池囲

## 歴史
太古、前谷地の平坦部は入江であり、そのため、のちに湖沼を扣える低湿地帯となった。また、西部に江合川が、東部に北上川（現在の旧北上川）が流れており、しかも両川とも流れが緩やかであったことから、水が停滞し、少しの降雨でも氾濫する川であったことから、前谷地の開拓はしばしば成功しなかったとされる。前谷地古記録には前谷地村の田地開発の始めは天正年中とされ、それから長年開拓され続けていったが、度々洪水があって人家も耕地も押し流されて砂河原となってしまったということが記されている。江戸期になって、産業振興を重要施策とした伊達政宗が当地を治めるようになり、元和2年10月27日に前谷地における大規模な開墾を農民に命じた。農民らは堤防が貧弱であるにもかかわらず、開墾を命じられ、内心不満の情があったが、そこで政宗は江合川の改修にとりかかり寛永14年に防災工事が完了、江合川を現在の流路に改めて、前谷地江を設置、水田の用水堀を作った。その結果、諸国から開墾に移住する百姓が続出し、1667年（寛文7年）の検地測量時点では17人の百姓が当地で耕作し、1687年（貞享4年）の検地測量時点では30人の百姓が当地で耕作している。
1616年（元和2年）の伊達政宗領知黒印状に、「大崎遠田之内一まい谷地」とあり、河南町誌によると、元和年間は遠田郡に属していたが、「玉造川相廻り候」のち深谷に属したという。黒印状は「わふち谷地」「はこ清水谷地」との合計200貫文の地が給人14人に給与され、神田開発中の五年間は荒野扱いとされ無税であった。なお、寛文年中の伊達宗重の書に
とあり、寛永の頃に桃生郡に属したとされる。
1776年（安永5年）の前谷地村「風土記御用書出」によると寛文7年の検地が行われた時点では、田が3,103石余、畑が164石余、本百姓は64人、人頭は125人であったとされる。
幕末、戊辰戦争が開戦するにあたって、仙台藩は奥羽越列藩同盟を結成し、江戸幕府方につくことになった。前谷地では齋藤善右衛門が明治2年4月1日に仙台藩浪士の見国隊に襲われて、古金銀貨二千二百両余、古銅貨二十五貫文余、鉄銭三千二百貫文、藩札百七十三枚、大小刀、衣類、雑品数千点を略奪された。
1928年秋、小作米を納めようとしていた齋藤家の小作人に対して、「小作米として愛国という品種の米を受け取らない」という通達があった。愛国は晩生種で味はあまり良くないが、病害に強く、炊き増えするということで小作人らはその品種を多く作付けしていた。齋藤家が愛国を拒否した理由は、東京で愛国の評判があまり良くなく、一般の米よりか安く取引されていたためであった。結局、多くの小作人はなんとか愛国以外の小作米を工面した。しかし、菅原嘉之栄という小作農がとても小作米が納められないということで保証人をたて、三カ年の年賦にしてくれるように懇願したが、齋藤家はこれを受け入れず、菅原の小作料が未納ということになり、齋藤家は土地の返還を要求、新しい小作人も決められていた。そこで、菅原は自小作農として大きな経営をしていた高橋淳および日本農業組合宮城県連豊里支部長の篠原源吉に相談を持ちかけた。その結果、1928年3月30日、日農支部は組合員約400人を総動員して前谷地の小作地取り上げ現場で一斉に小作地の耕耘を行った。ほどなくして、石巻署と広渕分署併せて30名ほどの警察官が出動し、耕作中の農民を阻止しようと争乱が発生した。争いは「死者が出るかもしれなかった」というほど激しいものであったとされる。多勢に無勢で圧倒された警察側は石巻署署長の三浦章が齋藤家との調停をすることを約束して乱闘が治った。三浦は齋藤家主人十代目齋藤善右衛門と面会し、菅原に対して「滞納した小作料は三カ年の年賦で支払ってよい」という内容を取り付け農民たちに報告した。これに対し、日本農業組合宮城県連指導者の矢後利明は「今日の争議に関して一切逮捕者を出さないこと」を三浦に約束させた。しかし、翌日から次々と検挙者を出し、小作争議に参加した者の一部は裁判に附されることになり、争議を指導したとされる矢後は懲役六ヶ月の実刑となった。これら一連の騒動はのちに前谷地事件と呼ばれるようになった。
1958年（昭和33年）の前谷地の土地利用は田1,006ha、畑118ha、山林119ha、原野1haであった。

### 沿革
- 天正年間中期 - 前谷地にて開墾始まる[29]。
- 1616年（元和2年）10月27日 - 仙台藩藩祖伊達政宗より、前谷地の地の大規模な開墾が命じられる[30]。
- 1637年（寛永14年） - 度々氾濫していた江合川の改修が完了[17]。
- 1645年（正保2年）9月29日 - 龍口神社にて初めて神事が行われる[31]。
- 寛文年間 - 西大條氏が前谷地に知行地を与えられる[32]。
- 天明年間 - 和渕村との境界を確定し、樹霊峠の北峰に墳塚を築いた[8]。
- 文政年間 - 悪水処理に苦しみ、鹿又村への排水を図って同村と紛争をおこす[8]。
- 1869年（明治2年） 
  - 桃生県に属し、一ヶ月後、石巻県に属する[33]。
  - 4月1日 - 齋藤善右衛門が仙台藩浪士の見国隊に襲われる[24]。
- 1870年（明治3年）9月28日 - 登米県に属する[33]。
- 1871年（明治4年）11月2日 - 宮城県に属する[33]。
- 1872年（明治6年）4月 - 第10大区第5小区に属する[34]。
- 1873年（明治6年）6月1日 - 第四十六小学区前谷地小学校が開校[35]。
- 1874年（明治7年）4月 - 和渕村、北村とおもに第6大区小5区に属する[33]。
- 1876年（明治9年）11月 - 和渕村、北村、鹿又村、須江村、広渕村とともに第5大区第2小区に属する[33]。
- 1880年（明治13年） - 第四十六小学区前谷地小学校が前谷地中等科小学校となる[36]。
- 1884年（明治17年） - 前谷地村と和渕村が連合村となる[34]。
- 1889年（明治22年）4月1日 - 町村制施行に伴い、前谷地村と和渕村が合併し、旧前谷地村は前谷地村前谷地となる[34]。
- 1893年（明治26年） - 齋藤善右衛門宅離れに前谷地巡査駐在所設置[37]。
- 1912年（明治45年） - 仙北軽便鉄道が小牛田駅-石巻駅間で開通し、当地に前谷地駅が設置される[8][38]。
- 1924年（大正13年）2月6日 - 齋藤善右衛門が局舎を提供して、前谷地郵便局が設置される[39]。
- 1928年（昭和3年） 3月30日- 前谷地事件発生[25][40]。
- 1934年（昭和9年）1月 - 前谷地郵便局にて電話交換業務開始[41]。
- 1944年（昭和19年） - 前谷地農業会設立[42]。
- 1946年（昭和21年） 3月31日 - 齋藤家が小作地を解放[40]。
- 1954年（昭和29年） 7月 - 前谷地巡査駐在所が石巻警察署広渕巡査部長派出所の監督区域となる[37]。
- 1955年（昭和30年）3月21日 - 鹿又村、前谷地村、広渕村、北村、須江村が合併し、河南町が成立[34]。前谷地村前谷地は河南町前谷地となる[34]。
- 1968年（昭和43年） - 国鉄柳津線が開通[8]。
- 2003年（平成15年）7月26日 - 震源を旭山として宮城県北部連続地震が発生し、被害を受ける[43]。
- 2005年（平成17年）4月1日 - 石巻市、河南町、雄勝町、牡鹿町、河北町、北上町、桃生町が合併して、新生石巻市が成立するに伴い、河南町前谷地が石巻市前谷地となる。

## 由来
仙台藩安永風土記によると
とあり、北村の真言宗深谷山箱泉寺の境内の林が当地の鳥屋崎の林まで続いていたので、箱泉寺の前にある谷地ということで前谷地と命名されたと伝えられている。
ただし、アイヌ語で湖畔を意味する「マ」と谷地が組み合わさり、それが転訛したことを由来とする説もある。

## 施設

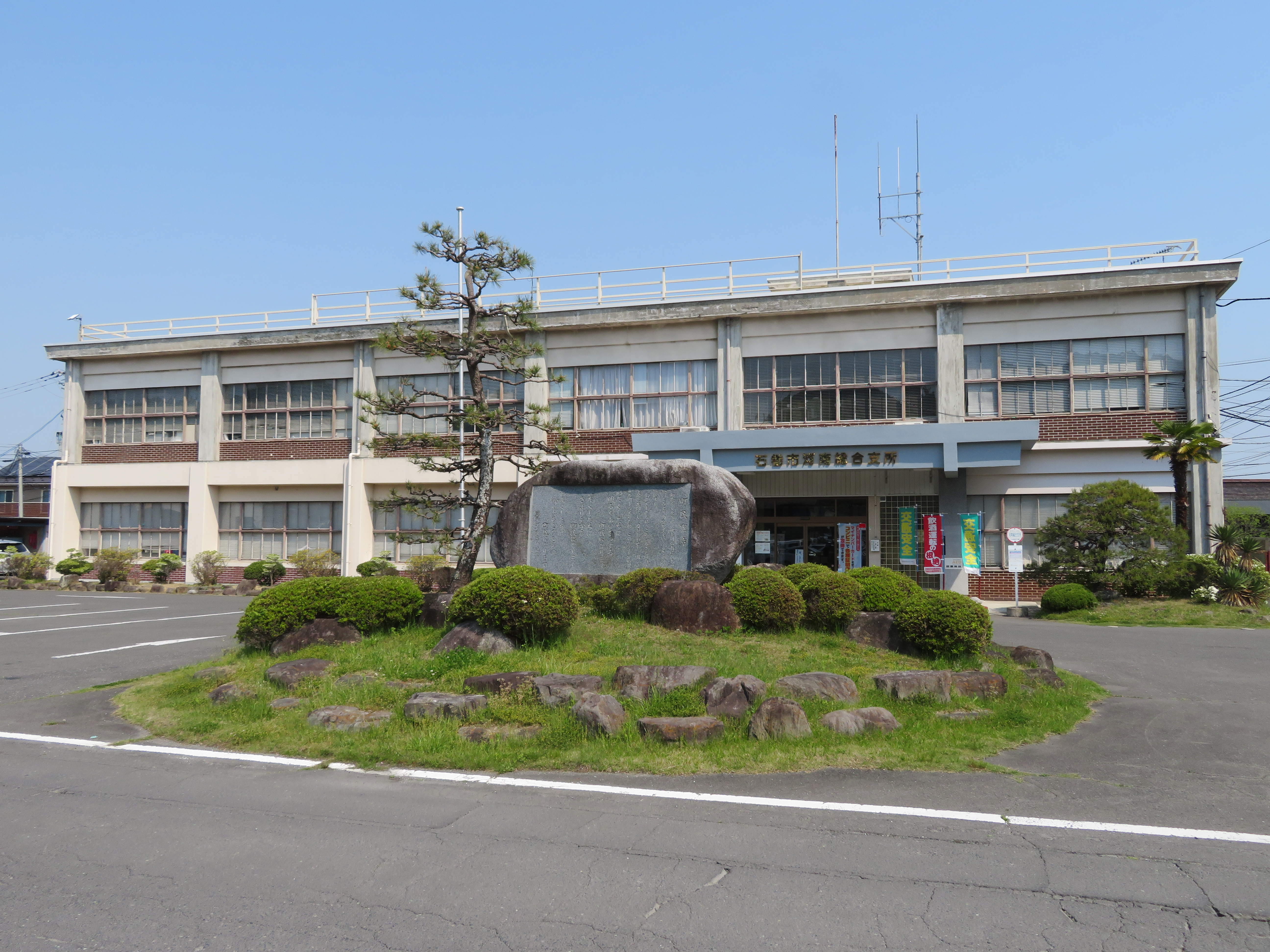
石巻市河南総合支所

- 石巻商工信用組合前谷地支店（上楼屋5-1）[47]
- 齋藤氏庭園（黒沢73-1）[48]
- 石巻市河南総合支所（黒沢前7）[49]
- 河南郵便局（黒沢前25）[50]
- 石巻市河南母子健康センター（黒沢前26）[51]
- 石巻市河南老人福祉センター（黒沢前35）[52]
- 石巻市立前谷地保育所（黒沢前88-1）[53]

## 交通

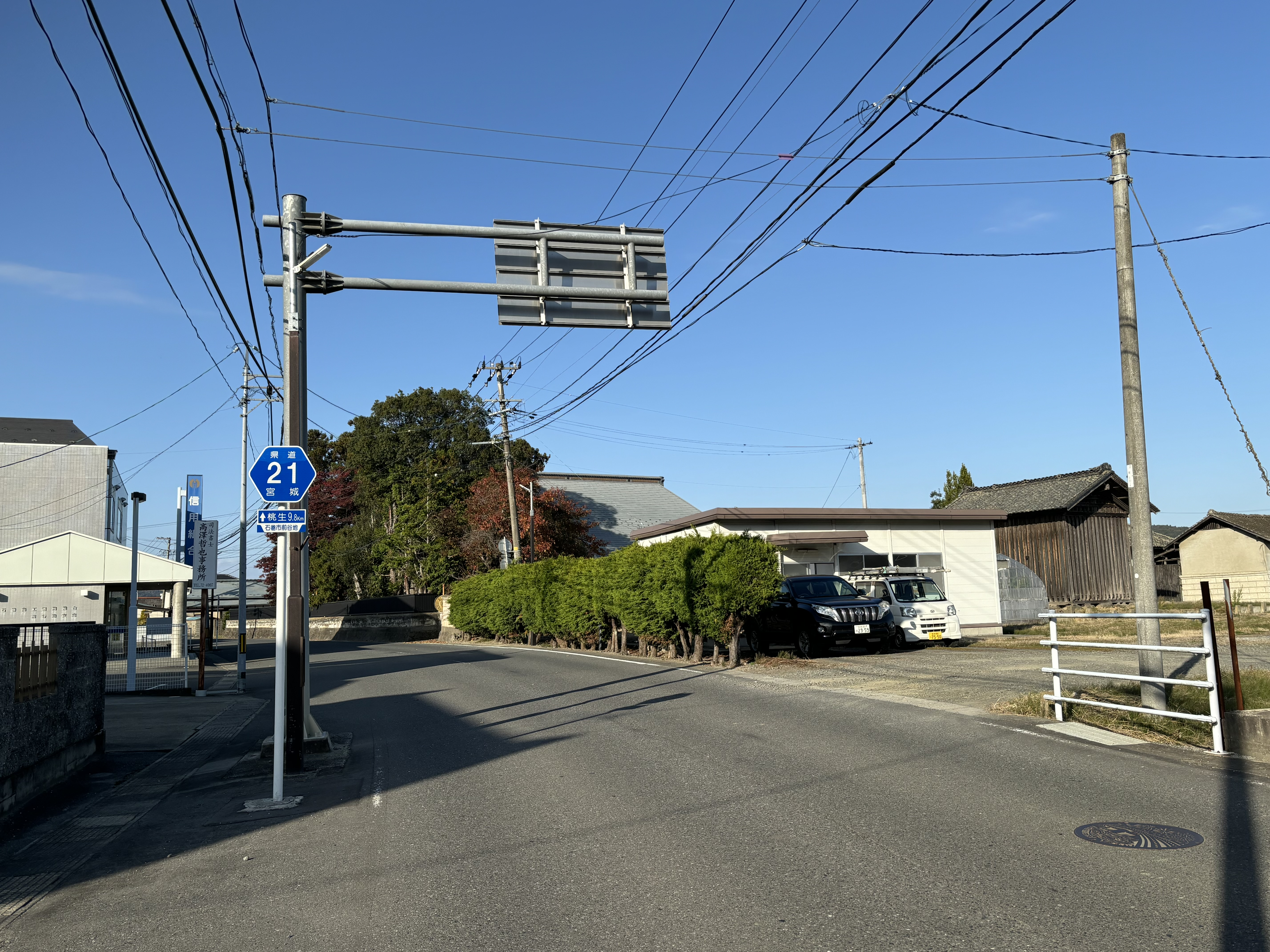
域内を通る宮城県道21号河南米山線

### 鉄道
- 前谷地駅（東日本旅客鉄道石巻線・気仙沼線）

### 道路
一般国道
- 国道108号

主要地方道
- 宮城県道21号河南米山線
- 宮城県道29号河南築館線

一般県道
- 宮城県道195号前谷地停車場線

### バス
- 東日本旅客鉄道
  - 気仙沼線BRT
- ミヤコーバス
  - 河南線

## 人口
2024年（令和6年）5月末時点での域内の人口は以下の通りである。
| 小字     | 世帯数    | 男      | 女      | 計      |
| -------- | --------- | ------- | ------- | ------- |
| 赤羽根   | 13世帯    | 15人    | 17人    | 32人    |
| 馬道前   | 10世帯    | 14人    | 19人    | 33人    |
| 大在家山 | 27世帯    | 27人    | 33人    | 60人    |
| 大溜池   | 1世帯     | 1人     | 0人     | 1人     |
| 大和田前 | 1世帯     | 1人     | 1人     | 2人     |
| 沖埣     | 31世帯    | 43人    | 45人    | 88人    |
| 沖東     | 3世帯     | 2人     | 6人     | 8人     |
| 御蔵場   | 17世帯    | 26人    | 26人    | 52人    |
| 小友     | 13世帯    | 15人    | 14人    | 29人    |
| 上谷地   | 4世帯     | 6人     | 4人     | 10人    |
| 河原前   | 7世帯     | 7人     | 6人     | 13人    |
| 河原南   | 2世帯     | 1人     | 2人     | 3人     |
| 黒沢     | 43世帯    | 44人    | 50人    | 94人    |
| 黒沢下   | 9世帯     | 11人    | 11人    | 22人    |
| 黒沢前   | 87世帯    | 100人   | 121人   | 221人   |
| 小網場   | 20世帯    | 28人    | 23人    | 51人    |
| 小谷地   | 64世帯    | 78人    | 82人    | 160人   |
| 鹿張     | 3世帯     | 5人     | 7人     | 12人    |
| 下谷地   | 3世帯     | 2人     | 3人     | 5人     |
| 定川     | 10世帯    | 8人     | 11人    | 19人    |
| 上楼屋   | 7世帯     | 10人    | 8人     | 18人    |
| 新上谷地 | 4世帯     | 7人     | 7人     | 14人    |
| 新下谷地 | 7世帯     | 8人     | 8人     | 16人    |
| 新二間堀 | 36世帯    | 43人    | 45人    | 88人    |
| 新堀     | 2世帯     | 4人     | 0人     | 4人     |
| 新山崎前 | 7世帯     | 10人    | 9人     | 19人    |
| 新横沼   | 49世帯    | 55人    | 71人    | 126人   |
| 龍ノ口山 | 10世帯    | 12人    | 13人    | 25人    |
| 筒頭     | 2世帯     | 5人     | 2人     | 7人     |
| 寺前     | 7世帯     | 13人    | 12人    | 25人    |
| 照井     | 3世帯     | 3人     | 7人     | 10人    |
| 天王山   | 38世帯    | 42人    | 47人    | 89人    |
| 中埣     | 89世帯    | 93人    | 120人   | 213人   |
| 中谷地   | 5世帯     | 7人     | 5人     | 12人    |
| 中津才   | 3世帯     | 4人     | 5人     | 9人     |
| 二間堀   | 19世帯    | 18人    | 28人    | 46人    |
| 西谷地   | 45世帯    | 64人    | 65人    | 129人   |
| 西柳原   | 17世帯    | 12人    | 15人    | 27人    |
| 西横須賀 | 17世帯    | 22人    | 25人    | 47人    |
| 沼下     | 9世帯     | 13人    | 9人     | 22人    |
| 根方山   | 47世帯    | 59人    | 62人    | 121人   |
| 兀山谷地 | 13世帯    | 16人    | 11人    | 27人    |
| 八幡山   | 20世帯    | 35人    | 28人    | 63人    |
| 八工区北 | 29世帯    | 35人    | 23人    | 58人    |
| 荊沼     | 2世帯     | 3人     | 3人     | 6人     |
| 樋口     | 14世帯    | 23人    | 19人    | 42人    |
| 前沼     | 24世帯    | 24人    | 25人    | 49人    |
| 前ノ谷地 | 5世帯     | 5人     | 4人     | 9人     |
| 的場     | 3世帯     | 2人     | 6人     | 8人     |
| 廻道     | 8世帯     | 14人    | 13人    | 27人    |
| 櫓前     | 16世帯    | 20人    | 20人    | 40人    |
| 山崎前   | 2世帯     | 2人     | 2人     | 4人     |
| 山崎山   | 25世帯    | 32人    | 42人    | 74人    |
| 山根     | 16世帯    | 19人    | 19人    | 38人    |
| 横須賀   | 43世帯    | 51人    | 51人    | 102人   |
| 横沼     | 7世帯     | 8人     | 10人    | 18人    |
| 吉田窪   | 7世帯     | 8人     | 10人    | 18人    |
| 合計     | 1,025世帯 | 1,235人 | 1,330人 | 2,565人 |

## 寺社仏閣
- 龍口神社 - 祭神を木花咲耶姫命とする神社で社格は村社であった[54]。かつての龍口神社には社殿はなく、神籬を巡らして他と区別していたとされる[31]。前谷地旧記によると前谷地村の百姓七右衛門なる者が龍口神社に柴刈りに出かけた際、神託を受け、赤飯を炊き、酒を備えて祀った1645年（正保2年）9月29日が神事の始めであるとされる[31]。明治時代の神社令により、祭神を木花咲耶姫命とすることが決定した[31]。
- 石神社 - 祭神を豊岩窓尊とする神社である[31]。前谷地旧記によると、1718年（享保3年）に商売のために作った瓜が狐に荒らされて困っていた勘助という村人のもとに山伏二人が来て、彼の瓜を全て買って、その後、瓜畑が荒らされることがなかったという事があり、村人らはこれは神様であるとして石神社を祀ったということが由来であると記されている[55]。
- 山崎八幡神社 -加美郡宮崎の地頭、古内松之助の先祖が前谷地村に勧請し、1645年（正保2年）に開山したと風土記には記されている[56]。ただし、伝説によると1589年（天正17年）に大枝村より仙台に移住した西大条氏が1744年（延享元年）に伊達氏から前谷地領を受けた際に八幡社を建立したことを起源とする[57]。

## 教育

### 学区
前谷地の児童は公立学校に進学する場合、石巻市立前谷地小学校および石巻市立河南西中学校に進学する 。

### 教育史
安政元年から明治6年まで前谷地村河原に小野寺誠道が設立した小野寺塾という寺子屋が存在しており、明治3年時点で生徒数は男16名、女3名であった。
1873年6月1日には教員2名、生徒99名（男94名、女5名）を以て、第四十六小学区前谷地小学校が設置され、根方にある津田一太郎宅を仮校舎として授業が開始された。

## 人物
- 黒沢齋藤氏 - 齋藤家は葛西氏の家臣であった齋藤壱岐を祖としており、葛西氏没落の後、前谷地に移住したとされる[61]。齋藤家六代目齋藤又右衛門には二子あり、長男の市郎左右衛門は沖埣齋藤家の祖となり、次男の善九郎が黒沢齋藤家の祖となった[61]。九代目齋藤善右衛門の手により、1879年自作農を廃止、1889年に酒造業を廃止し、地主経営および金穀貸付業へと経営を絞り込んでいくようになった[62]。九代目齋藤善右衛門・十代目齋藤善右衛門の頃に齋藤家は全盛を極めるが、十一代目齋藤養之助の時、GHQは寄生地主の解体を行い、農地改革を進めていたため、齋藤家は小作地を解放し、以降、齋藤家は没落していくこととなった[63]。
  - 齋藤善右衛門
- 西大條氏[注 2] - 藤原姓で初め伊藤と称したが、祖先が伊達家の祖である伊達朝宗に従って、伊達郡西大條郷に移り住んだ際に地名をとって西大條と称するようになったとされる[32][64]。寛文年間に前谷地に知行地を与えられた給人で伊達政宗（儀山公）の時、出羽国長井荘で初めて伊達家に仕えた[64]。